# Sally Basset
Sarah Basset, eller Sally Basset, död 21 juni 1730, var en slav på den brittiska kolonin Bermuda i Västindien som brändes levande på bål för att ha försökt förgifta sin ägare. Processen mot henne räknas ibland som en häxprocess. En blomma på ön är namngiven efter henne.
Sarah Basset var mulatt och hade uppfostrat många barnbarn. 1713 hade hon dömts skyldig till att ha dödat boskap och hade då piskats genom staden. 1729 var hon gammal och ansågs värdelös. Hon ska ha bestämt sig för att använda sin kunskap om örter för att hämnas för sitt liv i slaveri. Hon fick sitt barnbarn Beck att förgifta sin ägare Thomas Foster och hans fru Sarah Foster. Basset anmäldes för mordförsök med misstanke om förgiftning sedan hennes ägare och hans fru hade blivit sjuka. Hennes barnbarn Beck talade om allt, men Sarah förnekade det inför rätta.  
17 juni 1730 dömdes hon som skyldig till mordförsök på sin ägare och dömdes till döden genom bränning. Hon fastslogs då ha ett värde av "1 pound, four shillings and six pence". 
Avrättningsdagen var mycket varm. Bålet hade rests vid Crow Lane vid Hamilton Harbour. Hundratals människor hade kommit för att titta på. När Sarah fördes dit ska hon ha sagt till folkmassan: "No use you hurrying folks, there'll be no 'til I get there!" ("Ni behöver inte jäkta, det blir inget förrän jag är där!" När bålet sedan röjdes undan ska en purpurlila iris blomma ha setts växa i hennes aska. Den blomman kallas ända sedan dess "The Bermudiana", och blommar nu över hela ön. 
Sedan dess brukar man på Bermuda ofta kalla en riktigt het dag för "regular Sarey or Sally Bassett day" ("En riktig Sally Basset-dag").